# Феліпе Молас Лопес
Феліпе Молас Ло́пес (ісп. Felipe Benigno Molas López; 10 липня 1901 — 17 листопада 1954) — президент Парагваю. Прийшов до влади після усунення президента Раймундо Ролона.

## Життєпис
Молас Лопес народився 10 липня 1901 в Юті, округ Каасапа. Після закінчення школи вивчився в Парижі на стоматолога.
Під час Чакської війни з Болівією дослужився до звання капітана санітарних військ. Після війни Молас Лопес взяв активну участь в організації стоматологічного факультету Національного університету Асунсьйона і став успішним лікарем-практиком.
21 лютого 1936 Молас Лопес ненадовго очолив муніципалітет Асунсьйона. Його блискучі наукові пізнання зробили його помітною фігурою на національній політичній сцені.
У 1948 він став міністром освіти за швидкоплинного правління Президента Хуана Мануеля Фрутоса, а потім — і Президента Хуана Наталісіо Гонсалеса.
Зі вступом на пост глави республіки генерала Раймундо Ролона Молас Лопес зберіг свою посаду.
15 лютого того ж року, за рішенням Ради Партії Колорадо, Ролон був зміщений, і доктор Феліпе Молас Лопес став кандидатом на пост президента. Це відбулося багато в чому завдяки угоді між Федеріко Чавесом, лідером партії, і демократичними фракціями. 17 квітня Молас Лопес був офіційно обраний Президентом Парагваю.
Його кабінет становили: Лібераті Родрігес (пізніше — Маріо Майоркін) — міністр внутрішніх справ, Федеріко Чавес (пізніше — Бернардо Окампос) — міністр закордонних справ, Рамон Мендес Пайва — міністр фінансів, Рігоберто Кабальєро — міністр громадських робіт, Педро Уго Пенья — міністр охорони здоров'я і соціального забезпечення, Хосе Закаріас Арзано — міністр національної оборони, Аугусто Сальдівар (пізніше — Фабіо да Сілва, Гільєрмо Енсісо Веллозу) — міністр юстиції і праці, Еулохіо Естігаррібія — міністр освіти.
Серед заходів уряду Молас Лопеса слід виокремити: амністію для засланців періоду революції 1947, відновлення відносин з Уругваєм, передачу останків генерала Бернардіно Кабальєро в Національний Пантеон Героїв.
Зазначене об'єднання фракцій партії Колорадо виявилося недовговічним. Політичні засланці, що повернулися в країну, також поглибили політичну турбулентність.
В результаті Молас Лопес був повалений 11 вересня. Заднім числом він був звинувачений в невиконанні поставлених цілей, таких як об'єднання партії, відновлення республіканських установ, а також суспільних звичаїв.
Доктор Молас Лопес помер в Асунсьйоні 17 листопада 1954 (незабаром після встановлення в Парагваї строністського режиму — диктатури Стресснера). На честь Лопеса назвали одну з вулиць столиці.